# Eigil Aasbjerg
Eigil Aasbjerg Pedersen (født 7. maj 1923 Herning, død 20. maj 2015 i USA) var en dansk pilot og atlet. Han var medlem af Herning GF, Københavns IF og AGF og satte flere løberekorder, herunder en stadig gældende klubrekord i Herning GF i 110 meter hæk fra 1945.
Under besættelsen var han aktiv i den danske modstandsbevægelse. Han deltog i sabotagehandlinger, hvilket han i 1972 beskrev i et interview med ‘The Bakersfield Californian’. Efter krigen var han ved Livgarden og tjente ved Amalienborg Slot. 
Efter krigen emigrerede han i 1949 til USA, hvor han arbejdede inden for forskellige brancher, herunder mejeriindustrien og fødevaresalg. Hans karriere inden for luftfart startede med flyvning og studier om aftenen, mens han arbejdede som rutesælger. Han opnåede alle nødvendige FAA-certificeringer og blev i 1968 ansat af Beechcraft, hvor han åbnede et salgskontor. Han havde en succesfuld karriere inden for flysalg og blev en anerkendt FAA-eksaminator. Han boede i Bakersfield, Californien, hvor han arbejdede som pilot og flyveinstuktør. 

## Danske mesterskaber
- Bronze 1948 400 meter hæk 57,1
- Bronze 1946 400 meter hæk 56,8
- Sølv 1944 110 meter hæk 15,9
- Bronze 1944 4 x 100 meter 44,5